# Felix Allfarth

Felix Allfarth

Felix Allfarth (andere Schreibweise: Felix Alfarth; * 5. Juli 1901 in Leipzig; † 9. November 1923 in München) war ein deutscher Putschist. Er wurde bekannt als einer der 16 getöteten Putschteilnehmer des gescheiterten Hitler-Putsches, denen Adolf Hitler den ersten Band seines Buches Mein Kampf widmete.

## Leben und Wirken
Nach dem Schulbesuch, den er 1917 mit dem Abitur beendete, absolvierte Allfarth eine kaufmännische Lehre bei den Siemens-Schuckertwerken. Am 1. Juli 1923 ging er nach München, um dort als Kaufmann zu arbeiten.
Im November 1923 beteiligte Allfarth sich am gescheiterten Hitler-Putsch in München. Am Mittag des 9. Novembers 1923 wurde er beim Marsch auf die Feldherrnhalle getötet, als er während des Zusammenstoßes der Putschisten mit der Landespolizei auf dem Odeonsplatz, bei dem es zu einem Schusswechsel kam, von einem Schuss tödlich verletzt wurde.
Hitler widmete Allfarth und 15 weiteren getöteten Putschteilnehmern sein Buch Mein Kampf, wo sie namentlich im Anschluss an das Vorwort aufgeführt wurden (dort in der Schreibweise Alfarth). Nach der Machtergreifung der Nationalsozialisten 1933 wurde an der Feldherrnhalle in München eine Tafel mit den Namen dieser Personen angebracht, die von einer Ehrenwache der SS geehrt wurde. Jeder Passant, der an dieser Tafel vorbeikam, war verpflichtet, diese mit dem Hitlergruß zu ehren. 1935 wurden auf dem Königsplatz zwei „Ehrentempel“ als gemeinsame Grabanlage für diese Personengruppe errichtet. Im selben Jahr wurde Allfarth exhumiert, zusammen mit den übrigen Toten dorthin überführt und in einem bronzenen Sarkophag erneut beigesetzt. Bis 1945 wurden die Toten in den nationalsozialistischen Kult um die „Blutzeugen der Bewegung“ einbezogen.
Zwischen 1933 und 1945 wurden verschiedene Straßen im Deutschen Reich nach Allfarth benannt, so die Felix-Allfarth-Straße in Dresden-Dobritz, die Felix-Allfarth-Straße in Gelsenkirchen, in Leslau (im Wartheland) und die Allfarth-Straße in Wuppertal.